# Aliette de Bodard
Pour les articles homonymes, voir Famille Bodard de La Jacopière et Bodard.
Aliette de Bodard, née le 10 novembre 1982 à New York, est une autrice française de science-fiction et de fantasy qui, bien que le français soit sa langue maternelle, écrit en anglais.

## Biographie
Aliette Bodard de la Jacopière est issue d'une famille noble originaire d'Anjou. Elle est la fille d'Éric de Bodard de La Jacopière et de Nguyen Thi Phuong Mai. Elle est née aux États-Unis mais est élevée en France. Elle étudie au lycée Saint-Louis-de-Gonzague de Paris, au lycée français Charles-de-Gaulle de Londres puis entre en classes préparatoires scientifiques au lycée Louis-le-Grand. Elle intègre l'École polytechnique, en 2002 et se spécialise dans le traitement de l'image.
En 2015, elle est lauréate à la fois des prix British Science Fiction du meilleur roman et prix British Science Fiction de la meilleure fiction courte, ce qui est sans exemple dans l'histoire de ces prix.

## Œuvres

### UniversChroniques aztèques

#### SérieChroniques aztèques
1. D'obsidienne et de sang, Éclipse, 2011 ((en) Servant of the Underworld, 2010), trad. Laurent Philibert-Caillat, 414 p.  (ISBN 978-2-36270-042-2)Réédition, Panini, coll. « Eclipse », 2013, 480 p. (ISBN 978-2-8094-3165-0) ; réédition sous le titre Serviteur des Enfers, Mnémos, 2024, 384 p. (ISBN 978-2-38267-110-8)
2. (en) Harbinger of the Storm, 2011
3. (en) Master of the House of Darts, 2011

#### Recueils de nouvelles
- (en) Obsidian & Blood: The Short Stories, 2014

### UniversDominion of the Fallen

#### SérieDominion of the Fallen
1. La Chute de la maison aux flèches d'argent, Fleuve, 2017 ((en) The House of Shattered Wings, 2015), trad. Emmanuel Chastellière, 509 p.  (ISBN 978-2-265-11633-7)Réédition, Pocket, coll. « Science-fiction » no 7250, 2018, 541 p. (ISBN 978-2-266-28371-7) - Prix British Science Fiction du meilleur roman 2015
2. L'Ascension de la maison Aubepine, Fleuve, 2018 ((en) The House of Binding Thorns, 2016), trad. Emmanuel Chastellière, 492 p.  (ISBN 978-2-265-11634-4)Réédition, Pocket, coll. « Science-fiction » no 7272, 2019, 528 p. (ISBN 978-2-266-29265-8)
3. (en) The House of Sundering Flames, 2019

#### SérieDragons and Blades
1. (en) Of Dragons, Feasts and Murders, 2020
2. (en) Of Charms, Ghosts and Grievances, 2022Prix British Science Fiction de la meilleure fiction courte 2022

#### Recueils de nouvelles
- (en) In Morningstar's Shadow, 2015
- (en) Of Books, and Earth, and Courtship, 2015

### UniversXuya

#### Romans indépendants
- (en) On a Red Station, Drifting, 2012
- (en) The Citadel of Weeping Pearls, 2017
- (en) The Tea Master and the Detective, 2018Prix Nebula du meilleur roman court 2018 et prix British Fantasy du meilleur roman court 2019
- (en) Seven of Infinities, 2020
- (en) Tea and Murder, 2021
- (en) The Red Scholar’s Wake, 2022
- (en) A Fire Born of Exile, 2023
- (en) In the Shadow of the Ship, 2024

#### Recueils de nouvelles
- (en) Scattered Among Strange Worlds, 2012
- (en) Ships in Exile, 2015
- (en) The Dragon That Flew Out of the Sun, 2019

### Romans indépendants
- (en) Lullaby for a Lost World, 2016
- (en) In the Vanishers' Palace, 2018
- (en) Fireheart Tiger, 2021Prix British Science Fiction de la meilleure fiction courte 2021
- (en) Navigational Entanglements, 2024

### Recueil de nouvelles indépendants
- (en) Of Wars, and Memories, and Starlight, 2019

### Nouvelles traduites en français
- Chute d'un papillon au point du jour, 2010 ((en) Butterfly, Falling at Dawn, 2008), trad. Camille ThérionPubliée dans la revue Galaxies no 10
- Cœur flétri, 2010 ((en) Blighted Heart, 2009), trad. Florence DolisiPubliée dans la revue Angle mort no 1
- Quand l'ombre se répand sur la Maison Jaguar, 2011 ((en) The Jaguar House, in Shadow, 2010), trad. Camille ThérionPubliée dans la revue Galaxies no 13
- Mémoires de bronze, de plumes et de sang, 2017 ((en) Memories in Bronze, Feathers, and Blood, 2010)Publiée dans Gentlemen mécaniques, anthologie publiée aux éditions de l'instant
- La Mère de nefs, 2013 ((en) The Shipmaker, 2010), trad. Nathalie BarneixnPubliée dans la revue Orbs, l'autre planète no 0 - Prix British Science Fiction de la meilleure fiction courte 2010
- Vaisseau-sœur, 2013 ((en) Ship's Brother, 2012), trad. Camille ThérionPubliée dans la revue Galaxies no 25
- Éparpillés le long des rivières du ciel, 2014 ((en) Scattered Along the River of Heaven, 2012), trad. Thomas BauduretPubliée dans la revue Galaxies no 28
- Immersion, 2013 ((en) Immersion, 2013), trad. Bastien Duval et Antoine MottierPubliée dans Réalité 5.O, anthologie dirigée par Antoine Mottier et publiée aux éditions Goater - Prix Locus de la meilleure nouvelle courte 2013 et prix Nebula de la meilleure nouvelle courte 2012
- L’Ange au cœur de la pluie, 2016 ((en) The Angel at the Heart of the Rain, 2013), trad. Emmanuel ChastellièrePubliée dans la revue Angle mort no 12
- Le Souffle de la guerre, 2015 ((en) The Breath of War, 2014), trad. Thomas BauduretPubliée dans la revue Galaxies no 37
- Trois tasses de deuil sous les étoiles, 2017 ((en) Three Cups of Grief, by Starlight, 2015), trad. Thomas BauduretPubliée dans la revue Galaxies no 45 - Prix British Science Fiction de la meilleure fiction courte 2015